# Geesthang Nordholz
Der Geesthang Nordholz ist ein Naturschutzgebiet in der niedersächsischen Gemeinde Warpe in der Samtgemeinde Grafschaft Hoya im Landkreis Nienburg/Weser.
Das Naturschutzgebiet mit dem Kennzeichen NSG HA 144 ist 4,5 Hektar groß. Es liegt nördlich von Wietzen und südwestlich von Bücken am östlichen Geesthang zum Urstromtal der Weser.
Im Schutzgebiet findet sich Eichen-Buchenwald auf den Hangschultern, Erlenbruch im Bereich von Hangquellaustritten und dem Hangfuß vorgelagerte und von Hangdruckwasser gespeiste Stillgewässer und Quellwiesen. 
Das Gebiet steht seit dem 2. November 1989 unter Naturschutz. Zuständige untere Naturschutzbehörde ist der Landkreis Nienburg/Weser.